# The Fortress (Film)
The Fortress (Originaltitel: Namhansanseong) ist ein Historienfilm des südkoreanischen Regisseurs Hwang Dong-hyuk aus dem Jahr 2017. Es ist eine Verfilmung des gleichnamigen Romans von Kim Hoon und behandelt den Einfall der chinesischen Qing-Dynastie ins Korea der Joseon-Dynastie im Jahr 1636. Der koreanische König Injo hat sich hinter der Festung Namhansanseong verschanzt und plant seinen nächsten Zug, um der Unterwerfung durch die Qing zu entgehen.

## Handlung
Im 17. Jahrhundert erkämpfen sich die Qing in China immer mehr Macht und bekriegen sich mit der herrschenden Ming-Dynastie. Die mandschurischen Streitkräfte der Qing-Dynastie fallen mit 130.000 Mann in Korea ein, um sich die Unterstützung von König Injo von Joseon zuzusichern. Korea unterstützt weiterhin die chinesische Ming-Dynastie. Der König verschanzt sich hinter der Festung Namhansanseong im Anbetracht der Stärke der Mandschuren. Choi Myung-kil wird zum General der Mandschuren gesandt, um auf eine friedliche Lösung hinzuarbeiten. Die Qing fordern, Korea solle die Bruderschaft mit den Ming beenden und stattdessen die Qing als Herrscher akzeptieren. Außerdem soll der Kronprinz an die Qing übergeben werden als Signal der Verbindung. Doch der König lehnt ab.
Der König harrt weiterhin in Namhansanseong aus und steht immer zwischen den Optionen, ein Abkommen mit den Qing zu schließen, das einen Gesichtsverlust zur Folge hätte, oder die Schlacht zu suchen. Dabei steht vor allem der Berater Choi Myung-kil für den friedlichen Weg, der seiner Meinung den Fortbestand der Bevölkerung ebne. Der Berater Kim Sang-hun plädiert jedoch für den Kampf, da der Tod besser sei als ein Leben in Schande.
Ein großes Problem für die koreanischen Truppen in Namhansanseong ist die Kälte und der Mangel an Essbarem. Während die meisten Berater nur wenig Verständnis für die Probleme der Bevölkerung und der Soldaten entgegenbringen, setzen sich sowohl Kim als auch Choi für diese ein. Kim trifft zufälligerweise auf den Waffenschmied Seo Nal-soi, der ihm immer wieder die Stimmung in der Bevölkerung vermittelt. Durch ihn setzt sich Kim dafür ein, den Soldaten Stroh von den Häuserdächern zu geben, damit sie in dem kalten Winter nicht frieren. Auf Anraten des Premierministers wurde dies allerdings wieder rückgängig gemacht, da die Pferde das Stroh als Futter brauchen. Doch es zeigt sich, dass dies Missmut unter den Soldaten auslöst, da diese selbst kaum zu essen haben. Kim und Choi können den König überzeugen, die Pferde zu schlachten, da die Soldaten wichtiger seien als Pferde.
Choi kann derweil auch herausfinden, dass der Khan nach Korea kommen soll. Dennoch ist der König der friedlichen Lösung, die Choi vorschlägt, abgeneigt. Mit dem Premierminister plant die Armee einen Überraschungsangriff auf die mandschurischen Truppen. Allerdings handelt es sich um einen Hinterhalt der Qing und die Truppe Joseons wird quasi ausgelöscht. Der Premierminister muss in der Folge zurücktreten.
Letztendlich wählt der König den Weg einer Entscheidungsschlacht, wie von Kim Sang-hun gefordert. Allerdings schickt er im Geheimen auch Choi los, mit einem Brief des Königs, nachdem dieser den Forderungen des Khans nachkommen würde. Die Mandschuren brechen den Angriff ab. Kurz darauf macht der König vor dem Khan den Kotau und sein Reich wird den Qing tributpflichtig. Die Qing verschleppen 500.000 Koreaner.

## Rezeption
The Fortress startete am 3. Oktober 2017 in den südkoreanischen Kinos und erreichte über 3,8 Millionen Besucher.

## Auszeichnungen
Camerimage 2018
- Goldener Frosch für die beste Kameraführung für Kim Ji-yong

## Kritik
Das Lexikon des internationalen Films vergab vier von fünf Sternen und lobte den „formal exzellenten Film“ als „[b]emerkenswert ruhig entwickeltes […] Historienepos um einen bedeutenden Markpunkt der koreanischen Geschichte.“